# Ємнісна безелектродна лампа
Є́мнісна безелектро́дна ла́мпа (газорозрядна лампа з зовнішніми електродами) — безелектродна газорозрядна лампа, в якій первинним джерелом світла є плазма, що виникає внаслідок іонізації газу високочастотним електричним полем. Для створення електричного поля балон лампи з газом поміщають між провідниками-електродами, розташованими зовні балона. Відсутність прямого контакту електродів з газовою плазмою дозволяє назвати лампу безелектродною. Відсутність металевих електродів всередині балона з газом значно збільшує термін служби і покращує стабільність параметрів.
Англійські назви — plasma lamp (плазмова лампа) або external electrode fluorescent lamp (EEFL, люмінесцентна лампа з зовнішніми електродами). Остання назва застосовується лише для ламп, покритих люмінофором.
Специфічним різновидом є декоративний світильник, відомий як плазмова лампа.

## Принцип роботи
Ємнісна лампа складається з:
- газорозрядної трубки, внутрішня поверхня якої може бути покрита люмінофором для отримання видимого світла;
- двох електродів (обкладок), поміж яких розташовано балон лампи;
- електронного генератора високочастотної напруги для живлення електродів;
- для зменшення випромінювання високочастотного поля конструкцію може бути доповнено сітчастими або суцільними провідними екранами, що покращує електромагнітну сумісність.

Електронний генератор виробляє високочастотну напругу, що створює змінне електричне поле між електродами. При досягненні напруженості електричного поля в газі, достатньої для електричного пробою, газ перетворюється на низькотемпературну плазму. Оскільки плазма добре проводить електричний струм, у газовій порожнині лампи починає виділятися енергія від протікання електричного струму і підтримується стійкий плазмовий шнур.
Збуджені електричним розрядом атоми газу, що наповнює порожнину лампи, випромінюють фотони з характерними для нього довжинами хвиль (емісійні лінії спектра). Зазвичай ці лампи наповнюють сумішшю аргону з парою ртуті. Аргон додають для полегшення запалювання лампи за низьких температур, коли тиск пари ртуті недостатній для виникнення газового розряду. Атоми ртуті в газовому розряді яскраво випромінюють емісійні лінії в невидимій оком ультрафіолетовій частині спектра. Якщо необхідно, ультрафіолетове випромінювання атомів ртуті перетворюють на видиме випромінювання за допомогою люмінофора, нанесеного на внутрішню поверхню скляної трубки лампи. Такі лампи можна віднести до люмінесцентних ламп.
Багато ламп із зовнішніми електродами не мають люмінофорового покриття і випромінюють назовні тільки те світло, яке випромінює йонізований газ (плазма). Такі лампи відносять до газосвітних ламп.
Основна перевага ламп із зовнішніми електродами над газорозрядними лампами з електродами — тривалий термін служби і висока стабільність параметрів. Це викликано тим, що всередині лампи немає металевих деталей, здатних руйнуватися під ударами йонів і електронів і змінювати склад газового середовища.

## Застосування
Завдяки високій стабільності параметрів безелектродні ртутні газорозрядні лампи застосовують як прецизійні джерела ультрафіолетового випромінювання, наприклад, у спектрометрії.
Останнім часом плазмові лампи з зовнішніми електродами почали використовувати для підсвічування рідкокристалічних дисплеїв телевізорів і комп'ютерів як альтернативу CCFL і світлодіодам (LED).